# Ceropegia inflata
Ceropegia inflata là một loài thực vật có hoa trong họ La bố ma. Loài này được Hochst. ex Werderm. mô tả khoa học đầu tiên năm 1939.